# Estatic Fear
Estatic Fear byla rakouská gothic/doom metalová kapela založená roku 1990 ve městě Linec ve spolkové zemi Horní Rakousy.
Debutové studiové album Somnium Obmutum vyšlo v roce 1996 pod hlavičkou rakouského vydavatelství CCP Records. Druhé dlouhohrající album A Sombre Dance vyšlo u stejného vydavatelství o tři roky později.

## Diskografie

### Studiová alba
- Somnium Obmutum (1996)
- A Sombre Dance (1999)